# Renault 12F
Renault 12F byl letecký motor vyráběný během první světové války, vodou chlazený vidlicový dvanáctiválec, vyráběný automobilkou Moteurs Louis Renault Cie, sídlící ve francouzském městě Billancourt. Tyto motory byly stavěny také ve Velké Británii, jednak pobočkou firmy Renault Ltd. sídlící v londýnské čtvrti West Brompton, jednak v licenci firmou Wolseley (ta také v licenci stavěla motory Hispano-Suiza 8 jako Wolseley Python, Viper a Adder).
Motory Renault 12F poháněly slavné francouzské lehké bombardéry Bréguet 14, ale také britské letouny Airco D.H.4 či Short 184 a R.E.7.

## Verze
- Renault 12Fa o výkonu 220 k
- Renault 12Fe o výkonu 220 k
- Renault 12Fcx o výkonu 300 k
- Renault 12Ff o výkonu 350 k

## Technická data (Renault 12Fe)
- Typ: pístový letecký motor, čtyřdobý zážehový vodou chlazený vidlicový dvanáctiválec (bloky válců svírají úhel 50°), s přímým náhonem vrtule
- Vrtání: 125 mm
- Zdvih: 150 mm
- Celková plocha pístů: 1472,6 cm²
- Zdvihový objem motoru: 22 089 cm³
- Kompresní poměr: 5,10
- Rozvod: ventilový
- Mazání: tlakové, oběžné
- Zapalování: čtyřmi magnety S.E.V.
- Příprava palivové směsi: dvěma karburátory Zenith 4B.DF Duplex
- Hmotnost suchého motoru (tj. bez provozních náplní): 365 kg
- Výkony:
  - vzletový: 220 k (162 kW) při 1400 ot/min
  - maximální: 290 k (213 kW) při 1600 ot/min